# Епархия Картахены
Епархия Картахены (лат. Dioecesis Carthaginensis in Hispania, исп. Diócesis de Cartagena) — епархия Римско-католической церкви, в составе митрополии Гранады. В настоящее время епархией управляет епископ Хосе Мануэль Лорка Планес.
Клир епархии включает 486 священников (395 епархиальных и 91 монашествующих священников), 143 монахов, 894 монахинь.
Адрес епархии: Plaza del Cardenal Belluga 1, 30001 Murcia, España.

## Территория
В юрисдикцию епархии входит 291 приход в регионе Мурсия, объединённый в 8 пастырских зон: город Мурсия, Первая пригородная, Вторая пригородная, Картахена, Кампо-де-Картахена — Мар-Менор, Лорка, Каравака — Мула, Сьеса — Йекла.
Кафедра епархии находится в городе Мурсия в церкви Пресвятой Девы Марии. В Картахене находятся руины прежнего собора также в честь Богоматери.

## История

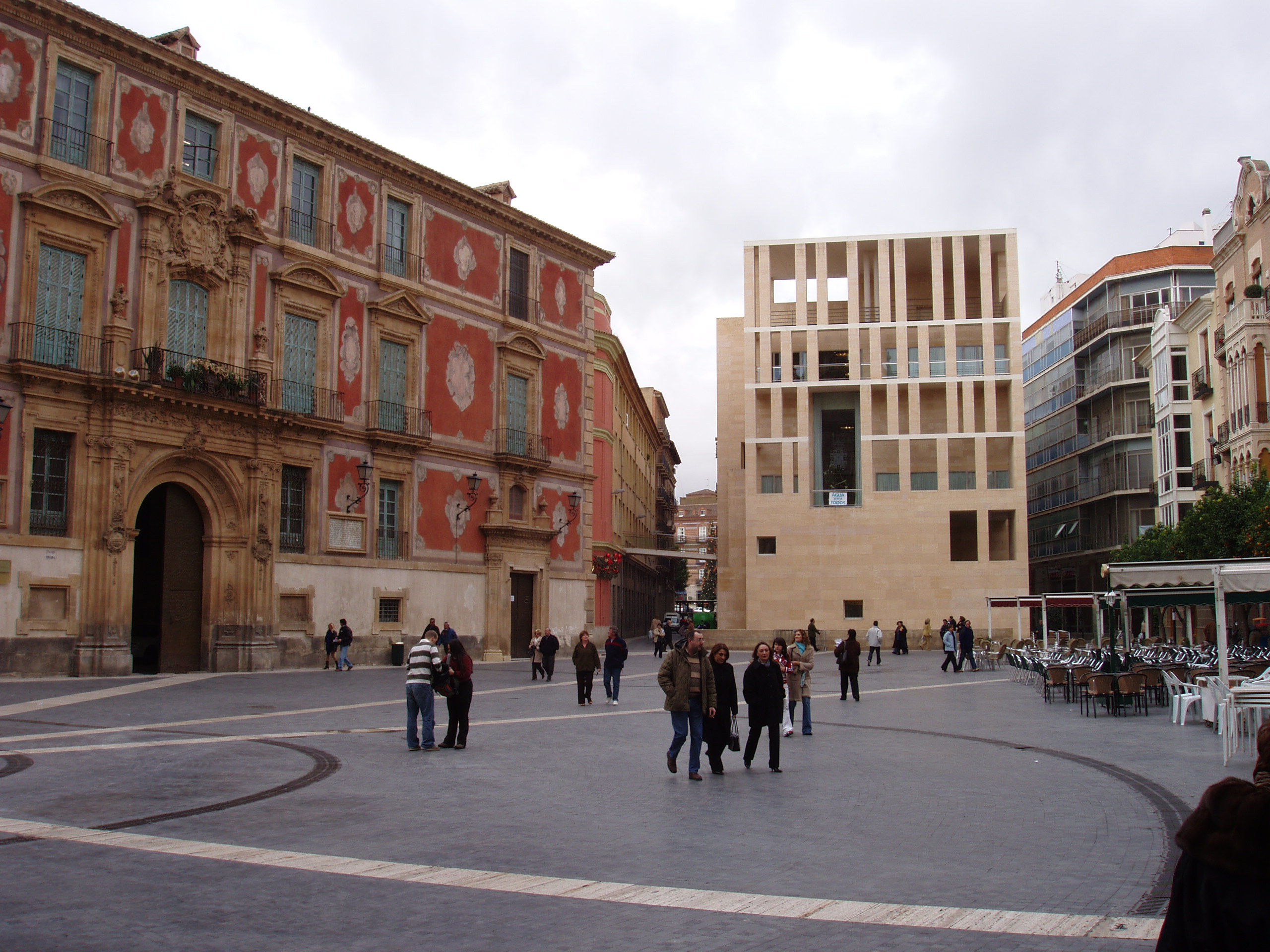
Резиденция архиереев Мурсии (слева)

Начало евангельской проповеди в Картахене в Испании, по преданию, было положено апостолом Иаковом.
Первые письменные свидетельства о христианских общинах в провинции Карфагеника в Римской Испании относятся к началу IV века. Так, в документах Собора в Эльвире, прошедшим между 300 и 313 годами, во времена гонений на христиан при императоре Диоклетиане, присутствует имя епископа города Eliocroca (в настоящее время город Лорка).
Первым упомянутым в документах архиереем в Картахене был епископ Гектор, который присутствовал в 516 году на Соборе в Таррагоне.
В 546 году епископ Цельсин председательствовал в качестве митрополита на Соборе в Валенсии.
На последующих поместных соборах церкви в Испании всегда присутствовали архиереи из Картахены.
Во времена правления вестготов епархия Картахены была возведена в ранг митрополии. В этот исторический период кафедру занимали епископы Люциниан Картахенский и святой Фульгенций.
Даже во время мусульманского владычества есть свидетельства существования этой епархии под руководством епископа Хуана де Картахена (Иоанна Картахенского) в 988 году.
После завоевания тайфы Мурсия, принц Альфонсо Кастильский (позже король Альфонс X Мудрый) в 1243 году обратился с просьбой к Папе Иннокентию IV о восстановлении епархии Картахены.
В 1248 году Папа заказал исследование по истории епархии, итогом которого стала булла «Spiritus exultante», данная в Риме 31 июля 1250 года и содержавшая обращение к королю Фердинанду III Кастильскому с благословением восстановить епархию Картахены. Папа назначил епископом восстановленной епархии францисканца Педро Гальего, духовника принца Альфонсо Кастильского.
Следствием мусульманского владычества стало уменьшение численности населения в городе Картахена и утраты того значения, которое он имел во времена Карфагена или Древнего Рима. Восстановление епархии было обусловлено в большей степени сентиментальными и историческими причинами, нежели реальной ситуацией. Тем не менее, кафедра была восстановлена и начато строительство собора в Картахене.
Второй глава епархии, епископ Диего де Магас, без фактического согласия короля, в 1278 году обратился к Святому Престолу с просьбой перенести кафедру из Картахены в Мурсию, но Папа Николай III отказал в этой просьбе. Спустя некоторое время, епископ повторно обратился с этой же просьбой к Папе Николаю IV. После консультаций с испанским духовенством в 1289 году в конфиденциальном письме, получившим название «Bula de Rieti», понтифик уточнял намерения карфагенского епископа.
В 1291 году король Санчо IV Храбрый позволил перенести кафедру епископа из Картахены в Мурсию, но подобные решения относились исключительно к компетенции Святого Престола, поэтому, несмотря на перенос кафедры, епархия сохранила прежнее название.
После переноса кафедры, главная мечеть в Мурсии, преобразованная в церковь в честь Пресвятой Девы Марии, получила статус собора. В 1394 году были начаты работы по возведению нового собора.
До 1492 года епархия Картахены находилась в прямом подчинении Святому Престолу. После образования митрополии Валенсии Папа Александр VI включил в её состав епархию Картахены.
Со времени восстановления границы епархии совпадали с тайфой Мурсии. В 1564 году Папа Пий V часть территории епархии передал новой епархии Ориуэлы, а епархию Картахены ввёл в состав митрополии Толедо.
В 1592 году епископ Санчо Давила основал епархиальную семинарию Сан-Фульхенсио, чьим покровителем стал Святой Фульгенций, один из четырёх патронов Картахены, возглавлявшим епархию во времена владычества вестготов.
В 1705 — 1724 годах кардинал Беллуга реформировал епархиальные структуры и основал коллегии Сан-Леандро и Сан-Исидоро, в честь Святых Леандра и Исидора Севильских соответственно.
Также в XVIII веке было завершено строительство нового фасада и колокольни собора в городе Мурсия.
В 1949 году буллой Папы Пия XII была выделена часть территории епархии для новой епархии Альбасете, после чего территория епархии Картахены совпала с границами автономного сообщества Мурсия и была введена в состав митрополии Гранады.
В 1995 году в епархии был основан Католический университет Святого Антония (UCAM), затем появился Международный институт милосердия и волонтёров Иоанна Павла II (IICV).

## Ординарии епархии
Среди епископов Картахены семеро были кардиналами, а один, Родриго Борджиа, был избран Папой под именем Александра VI. В настоящее время епархию возглавляет монсеньор Хосе Мануэль Лорка Планес.

## Статистика
На конец 2006 года из 1 335 792 человек, проживающих на территории епархии, католиками являлись 1 195 792 человек, что соответствует 89,5 % от общего числа населения епархии.
| год  | население | население | население | священники | священники        | священники         | священники                           | постоянные диаконы | монахи  | монахи  | приходы |
| год  | католики  | всего     | %         | всего      | белое духовенство | черное духовенство | число католиков на одного священника | постоянные диаконы | мужчины | женщины | приходы |
| ---- | --------- | --------- | --------- | ---------- | ----------------- | ------------------ | ------------------------------------ | ------------------ | ------- | ------- | ------- |
| 1950 | 843.350   | 843.350   | 100,0     | 303        | 228               | 75                 | 2.783                                |                    | 101     | 860     | 214     |
| 1955 | 827.000   | 827.536   | 99,9      | 418        | 344               | 74                 | 1.978                                |                    | 175     | 920     | 221     |
| 1969 | 854.866   | 856.866   | 99,8      | 521        | 417               | 104                | 1.640                                |                    | 172     | 1.190   | 210     |
| 1980 | 949.467   | 957.010   | 99,2      | 468        | 364               | 104                | 2.028                                |                    | 184     | 1.279   | 293     |
| 1990 | 983.949   | 1.058.000 | 93,0      | 452        | 355               | 97                 | 2.176                                |                    | 199     | 1.171   | 283     |
| 1999 | 1.040.000 | 1.100.000 | 94,5      | 501        | 402               | 99                 | 2.075                                |                    | 155     | 1.027   | 289     |
| 2000 | 1.040.000 | 1.115.068 | 93,3      | 509        | 413               | 96                 | 2.043                                |                    | 154     | 934     | 290     |
| 2001 | 1.051.795 | 1.130.962 | 93,0      | 490        | 400               | 90                 | 2.146                                |                    | 143     | 962     | 293     |
| 2002 | 1.053.762 | 1.149.328 | 91,7      | 474        | 381               | 93                 | 2.223                                |                    | 147     | 890     | 290     |
| 2003 | 1.092.089 | 1.190.378 | 91,7      | 471        | 384               | 87                 | 2.318                                |                    | 145     | 949     | 291     |
| 2004 | 1.127.469 | 1.226.993 | 91,9      | 488        | 397               | 91                 | 2.310                                |                    | 151     | 895     | 291     |
| 2006 | 1.195.792 | 1.335.792 | 89,5      | 486        | 395               | 91                 | 2.460                                |                    | 143     | 894     | 291     |